# Mnichowa Kopa
Der Mnichowa Kopa ist ein Berg an in der polnischen Hohen Tatra mit 2090 m. ü.N.N. 

## Lage und Umgebung
Unterhalb des Gipfels liegt der Bergsee Meerauge im Tal Dolina Rybiego Potoku. Der Berg liegt zwischen den Gipfeln des Zadni Mnich im Süden und des Mnich im Nordosten. Vom letzteren trennt sie der Bergpass Mnichowa Przełączka Niżnia.

## Etymologie
Der polnische Name Mnichowa Kopa lässt sich als Mönchskoppel übersetzen.

## Flora und Fauna
Trotz ihrer Höhe besitzt die Mnichowa Kopa eine bunte Flora und Fauna. Es treten zahlreiche Pflanzenarten auf, insbesondere hochalpine Blumen und Gräser. Neben Insekten und Weichtieren sowie Raubvögeln besuchen auch Murmeltiere und Gämsen den Gipfel.

## Tourismus
Es gibt keinen markierten Weg auf den Gipfel. Kletterer, die auf den Mnich steigen, können den Weg über die Mnichowa Kopa nehmen.

## Belege
- Zofia Radwańska-Paryska, Witold Henryk Paryski, Wielka encyklopedia tatrzańska, Poronin, Wyd. Górskie, 2004, ISBN 83-7104-009-1.
- Tatry Wysokie słowackie i polskie. Mapa turystyczna 1:25.000, Warszawa, 2005/06, Polkart ISBN 83-87873-26-8.